# Hypoponera
Hypoponera és un gènere de formigues de la subfamília dels ponerins (Ponerinae). Té una distribució mundial, incloent-hi la península Ibèrica.

## Espècies
El gènere Hypoponera inclou 154 espècies; a la península Ibèrica hi viuen les 4 següents:
- Hypoponera abeillei (André, 1881)
- Hypoponera eduardi (Forel, 1894)
- Hypoponera punctatissima (Roger, 1859) - introdiuïda[3]
- Hypoponera ragusai (Emery, 1894)